# Coelioxys emarginatella
Coelioxys emarginatella là một loài Hymenoptera trong họ Megachilidae. Loài này được Pasteels mô tả khoa học năm 1982.